# Seward (Alaska)
Seward es una ciudad ubicada en el borough de Península de Kenai en el estado estadounidense de Alaska. En el año 2000 tenía una población de 2830 habitantes y una densidad poblacional de 75,7 personas por km².

## Geografía
Seward se encuentra ubicada en las coordenadas 60°7′28″N 149°26′0″O / 60.12444, -149.43333.

## Demografía
Según la Oficina del Censo en 2000 los ingresos medios por hogar en la localidad eran de $44.306, y los ingresos medios por familia eran $54.904. Los hombres tenían unos ingresos medios de $36.900 frente a los $30.508 para las mujeres. La renta per cápita para la localidad era de $20.360. Alrededor del 10,6% de la población estaban por debajo del umbral de pobreza.

## Galería de imágenes

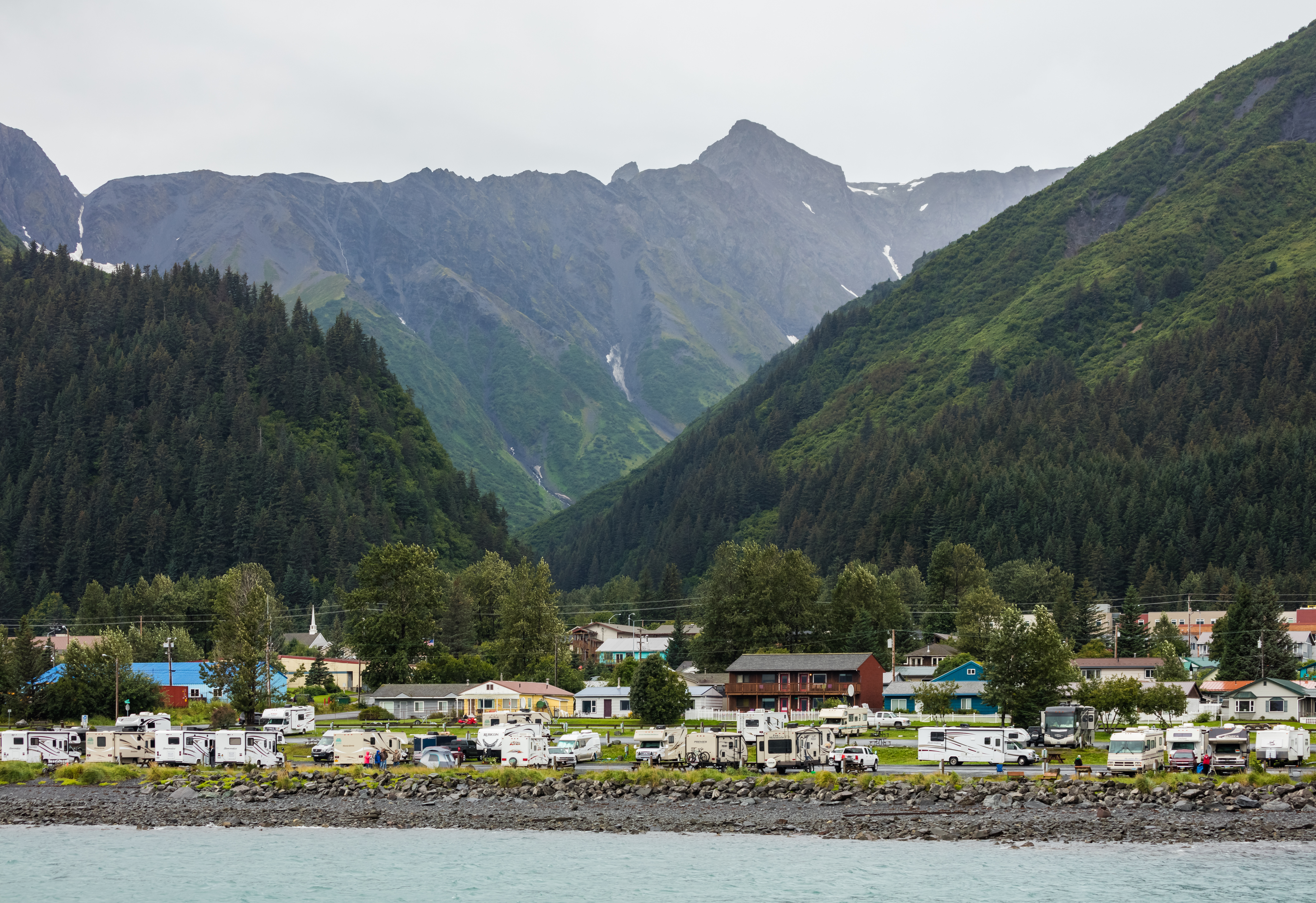
Casas en Seward.
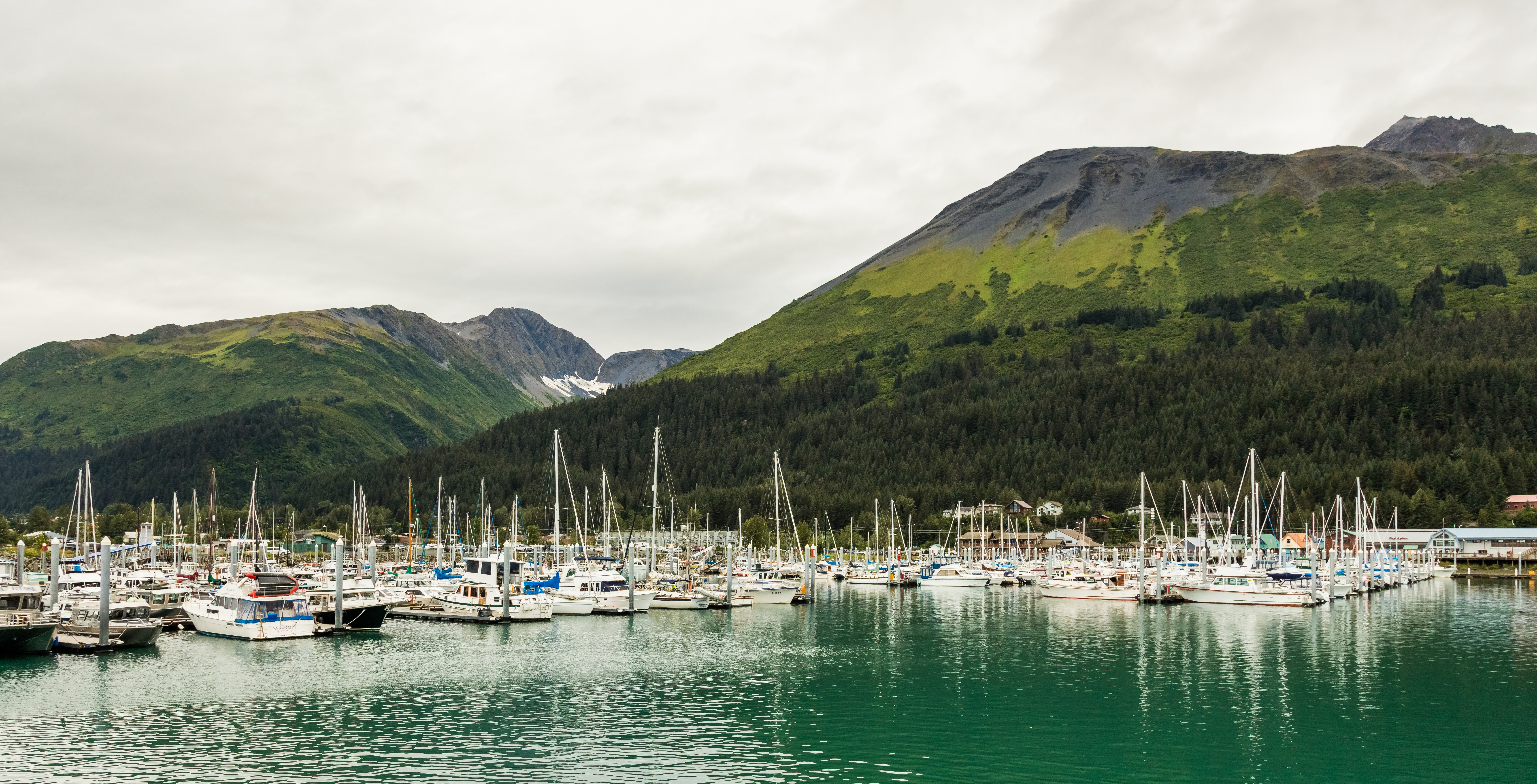
Puerto de Seward.
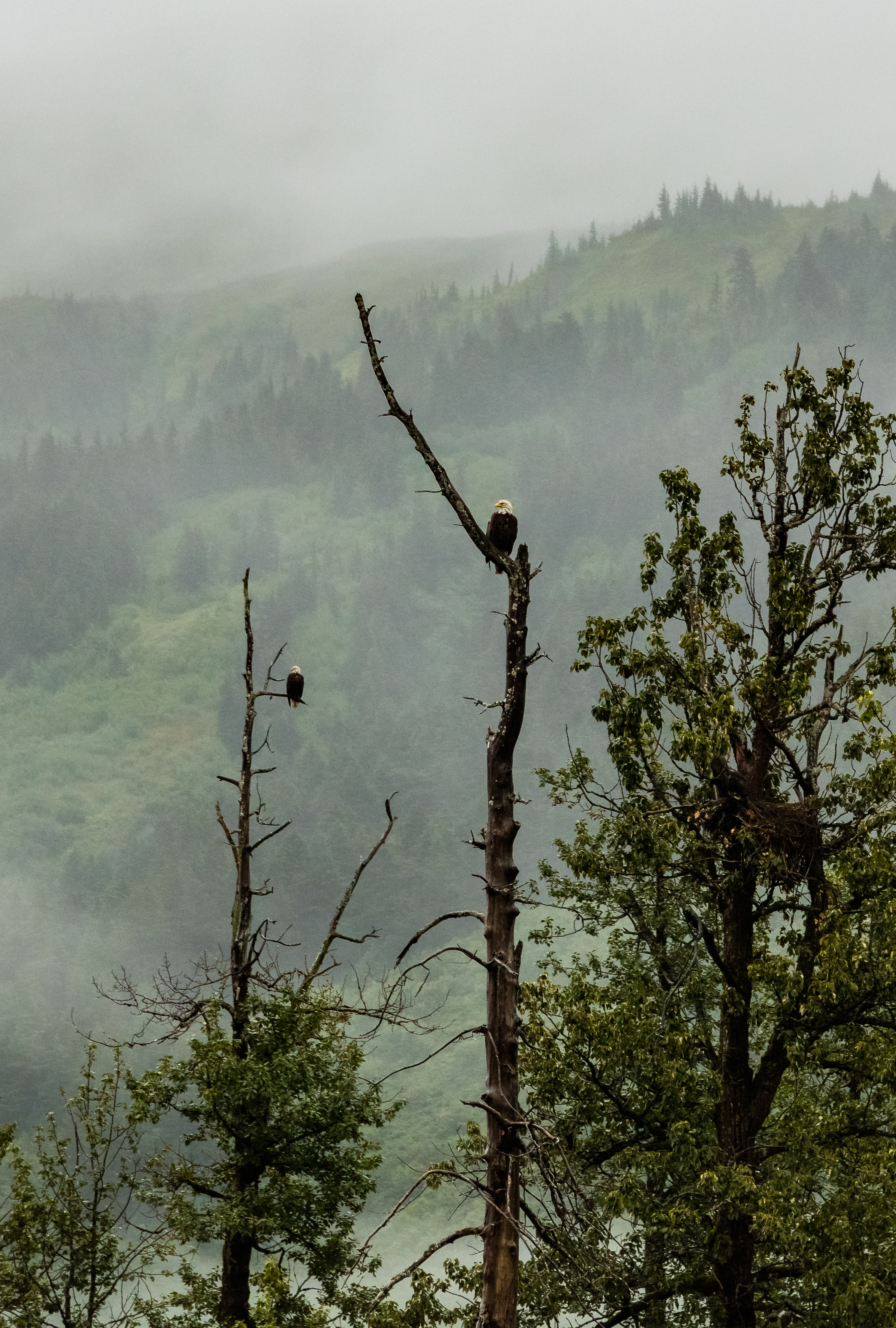
Águilas calvas (Haliaeetus leucocephalus).
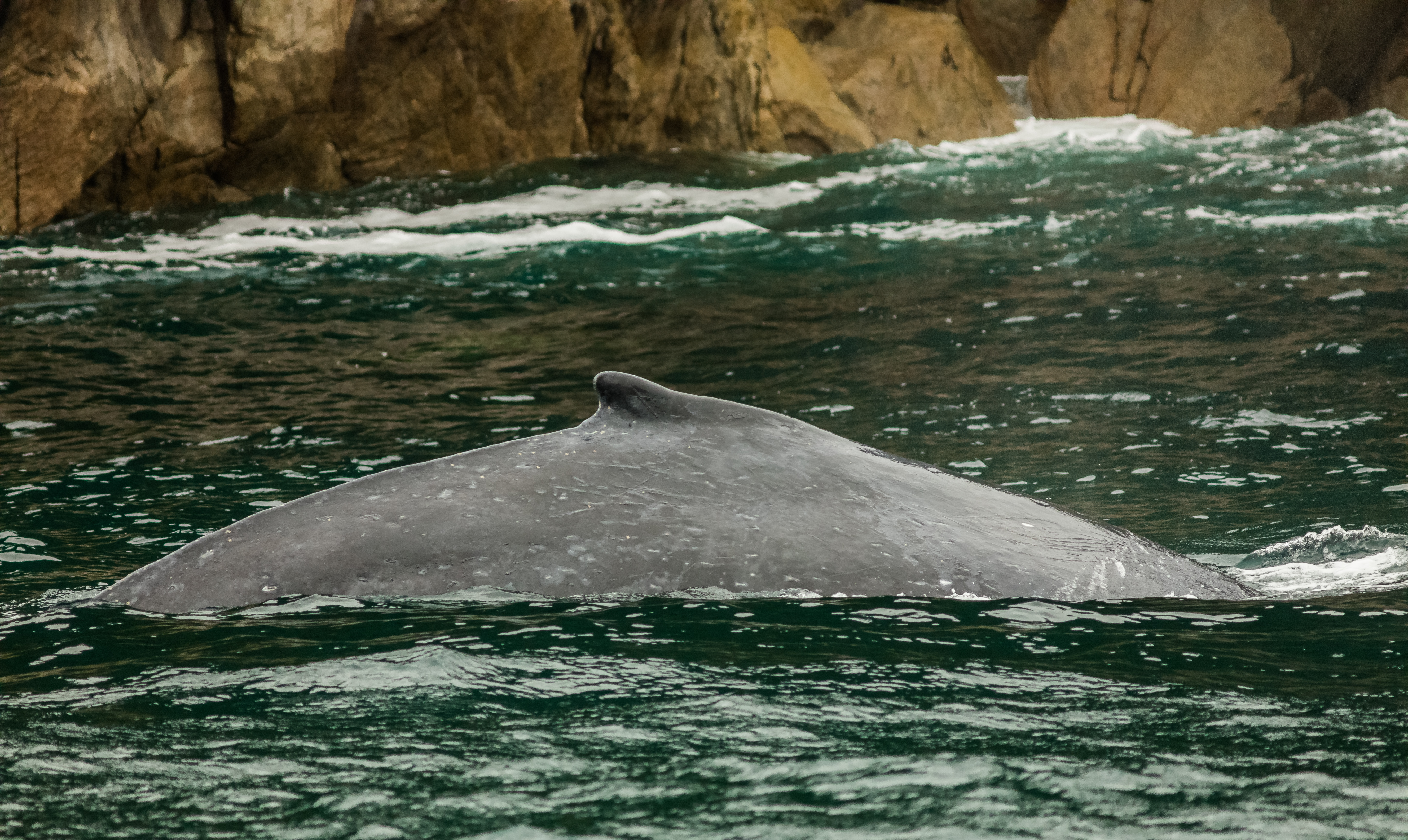
Avistamiento de un rorcual común (Balaenoptera physalus).
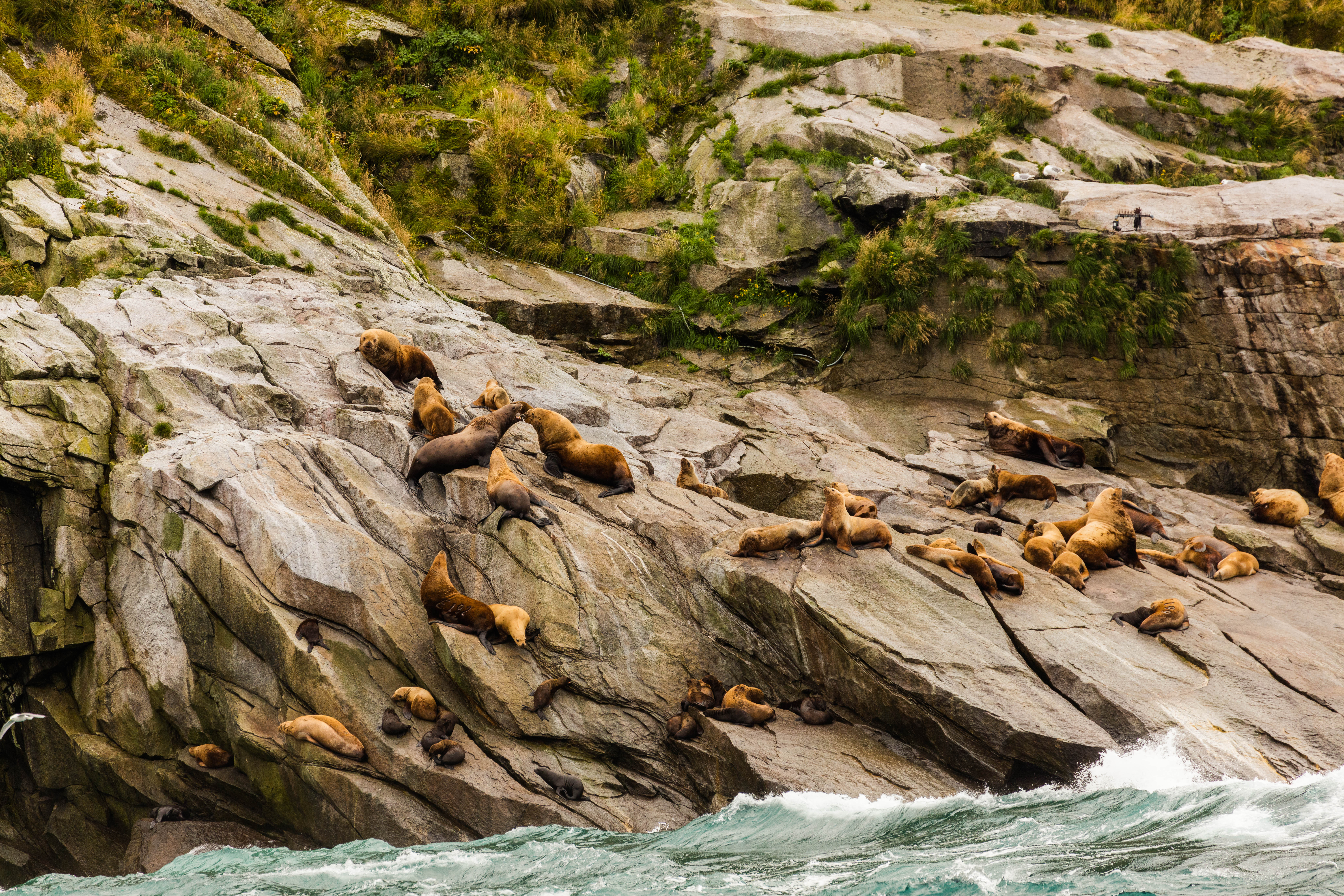
Leones marinos de Steller (Eumetopias jubatus).
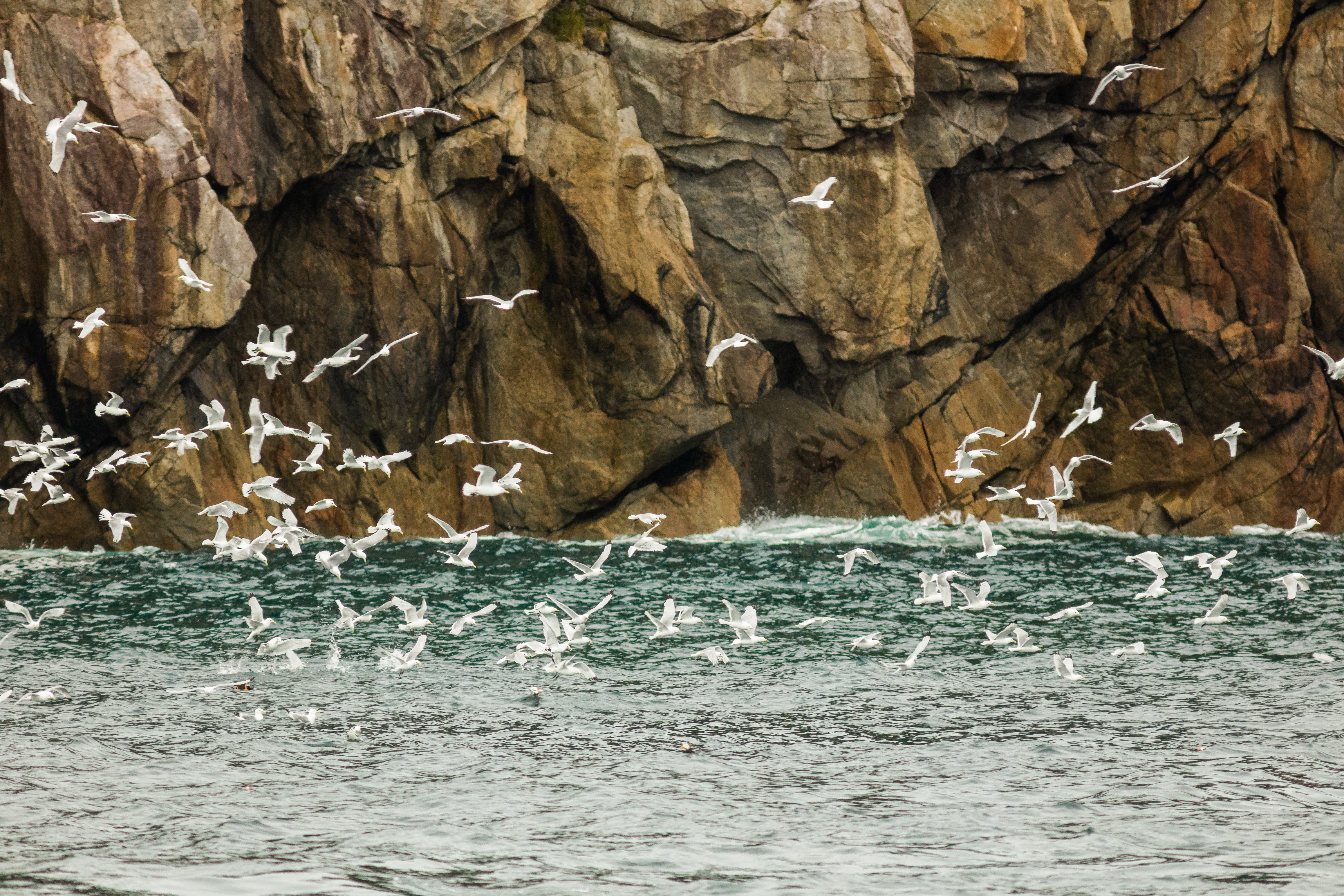
Gaviotas canas (Larus canus).
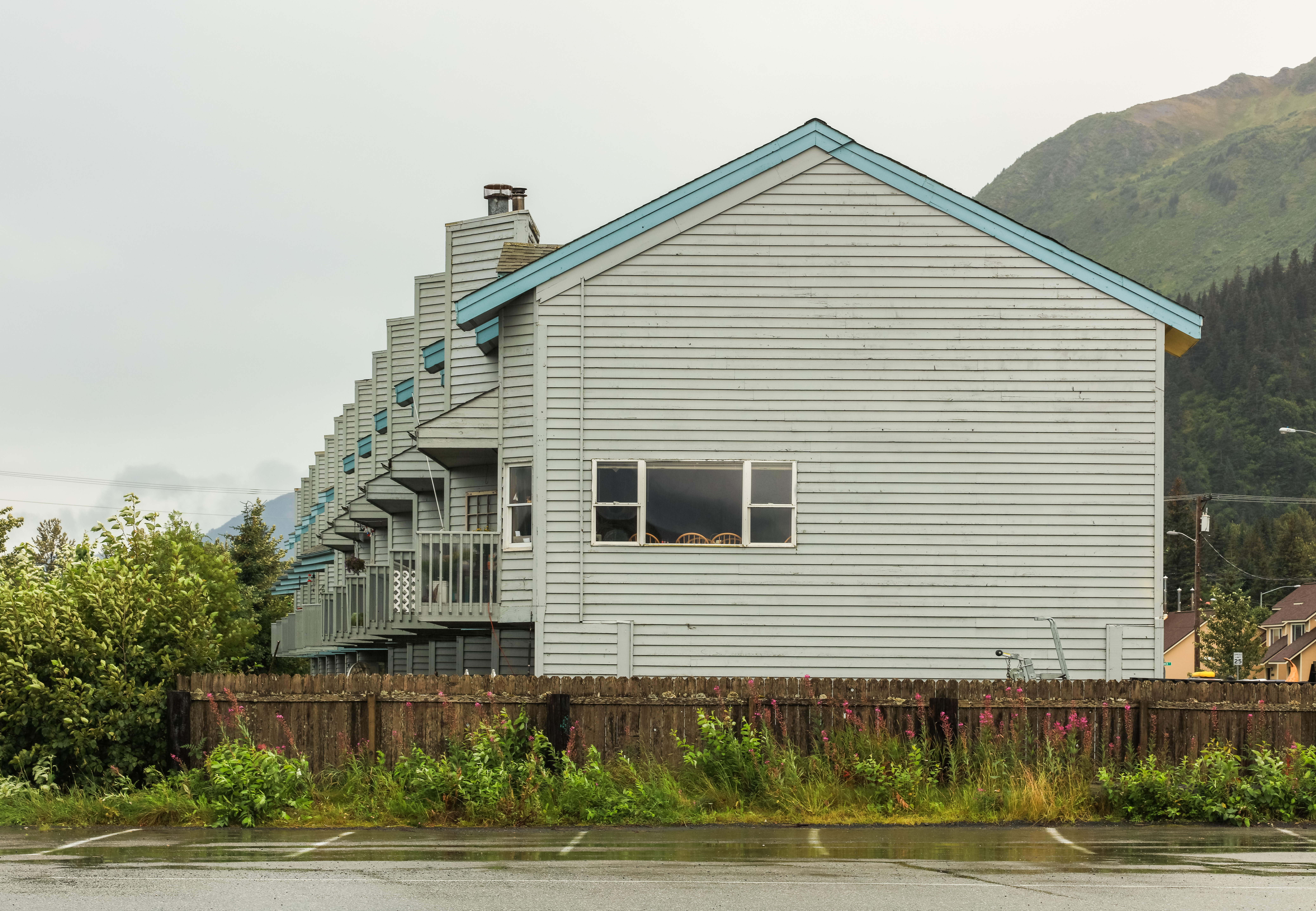
Casas adosadas en Seward.
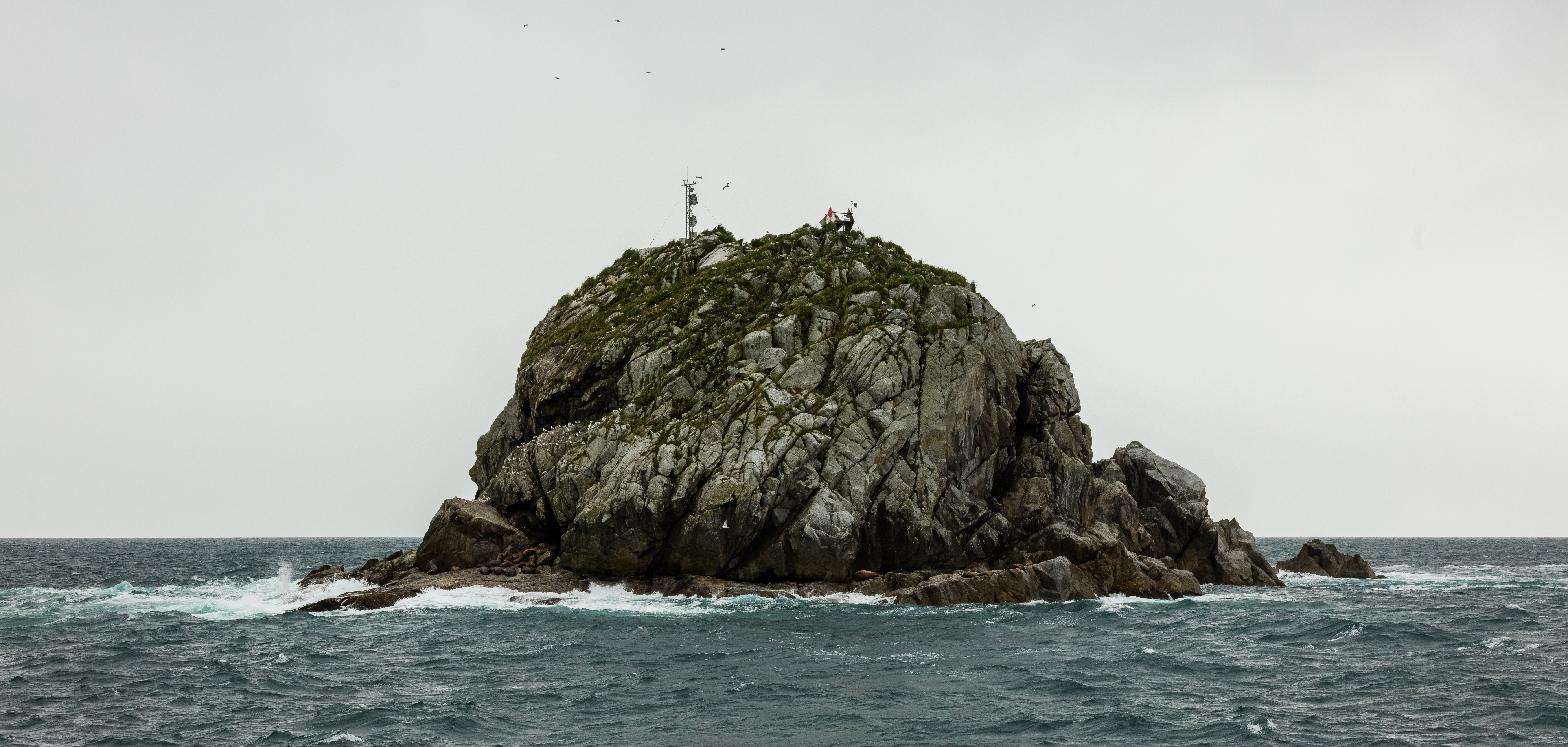
Bahía de la Resurrección, Seward.